# Thranius basalis
Thranius basalis är en skalbaggsart som beskrevs av Francis Polkinghorne Pascoe 1869. Thranius basalis ingår i släktet Thranius och familjen långhorningar. Inga underarter finns listade i Catalogue of Life.